# Pedro Araya Toro
Pedro Araya Toro (23 de janeiro de 1942) é um ex-futebolista chileno. Ele competiu na Copa do Mundo de 1966, sediada na Inglaterra.